# Ephedra pedunculata
Ephedra pedunculata är en kärlväxtart som beskrevs av Georg George Engelmann och Sereno Watson. Ephedra pedunculata ingår i släktet efedraväxter, och familjen Ephedraceae. Inga underarter finns listade i Catalogue of Life.